# Ron Saunders
Ron Saunders (Birkenhead, 6 novembre 1932 – Manchester, 7 dicembre 2019) è stato un calciatore e allenatore di calcio inglese, di ruolo attaccante.
È l'unico allenatore ad aver guidato Aston Villa, Birmingham City e West Bromwich Albion.

## Carriera

### Giocatore
Cugino dell'allenatore statunitense di rugby Al Saunders, esordì da calciatore professionista nel 1954 con la maglia dell'Everton; in tredici anni di carriera segnò oltre duecento reti per Everton, Gillingham, Portsmouth, Watford e Charlton Athletic, sua ultima squadra: si ritirò infatti dal calcio giocato nel 1967.

### Allenatore
Subito dopo il suo ritiro, Saunders iniziò la carriera di allenatore nello Yeowil Town, squadra che diresse per due anni. Nel 1969, dopo aver allenato per alcuni mesi l'Oxford United, fu assunto al Norwich City, da lui portato per la prima volta in massima serie nel 1972 grazie alla vittoria nel campionato di Second Division.
Durante la stagione 1973-74, Saunders fu assunto per pochi mesi al Manchester City, quindi passò all'Aston Villa, che allora militava in seconda divisione. Alla sua seconda stagione nei Villans Saunders riportò la squadra in prima divisione approdando anche in Europa grazie alla vittoria della Coppa di Lega, successo bissato nel 1977. Nel 1981, dopo alcuni anni di assestamento, Saunders condusse l'Aston Villa alla vittoria del campionato dopo settantun anni di digiuno. Nel febbraio del 1982, con la squadra annaspante nelle parti basse della classifica (ma ai quarti di finale di Coppa dei Campioni), Saunders rassegnò le dimissioni in favore del suo assistente Tony Barton, nonostante la dirigenza gli avesse offerto di rimanere in panchina fino al termine della stagione. Fu sostituito dal suo assistente Tony Barton, che guidò la squadra alla storica vittoria in Coppa dei Campioni.
Al termine del campionato, Saunders fu assunto come allenatore del Birmingham City, storico rivale cittadino dell'Aston Villa, che allenò fino al 1986 rimanendo sempre in massima divisione, ad eccezione della stagione 1984-85, al termine della quale riportò la squadra in First Division dopo che era retrocessa.
L'ultimo incarico da allenatore di Ron Saunders risale alla stagione 1986-87, sulla panchina del West Bromwich, appena retrocesso dalla First Division.

## Palmarès

### Allenatore

#### Competizioni nazionali
- Campionato inglese di seconda divisione: 1

Norwich City: 1971-1972
- Coppa di Lega inglese: 2

Aston Villa: 1974-1975, 1976-1977
- Campionato inglese: 1

Aston Villa: 1980-1981
- Charity Shield: 1

Aston Villa: 1981